# Schönbacher Ländchen
Das Schönbacher Ländchen ist eine historische Gebietsbezeichnung des Gebietes um Schönbach, heute Luby. Das Gebiet liegt heute größtenteils in Tschechien. 

## Geschichte
Die Zisterzienser aus dem Kloster Waldsassen, welches 1133 von Diepold III. von Vohburg gestiftet wurde, begannen unmittelbar nach ihrer Gründung mit dem Landausbau und der Kultivierung ihres Besitzes. Neben dem späteren Stiftland waren dies auch weiter entfernte Gebiete wie das zuvor dünn besiedelte Schönbacher Ländchen. Schönbach wurde am 9. Januar 1319 durch König Ludwig IV. zur Stadt erhoben, erhielt einen Wochenmarkt und wurde mit dem Stadtrecht nach dem Vorbild von Eger ausgestattet. Unter dem Abt Franz Kübel wurde es 1348 an Rüdiger von Sparneck verkauft. Einige darin befindliche Orte verdanken diesem Umstand ihre erste urkundliche Erwähnung. Kaiser Karl IV., deutscher Kaiser und zugleich König von Böhmen, bemühte sich, reichsfreien Besitz der böhmischen Krone zu unterstellen, was ihm im Egerland und den daran angrenzenden Gebieten auch mehrfach gelang. Als Folge der Neuberger Fehde erwarb er das Schönbacher Ländchen schließlich vollständig.
Zur Zeit des Rüdiger von Sparneck umfasste das Schönbacher Ländchen Schönbach (Luby), Oberschönbach (Horní Luby), Unterschönbach (Dolní Luby), Schwarzenbach (Černá), Absroth (Opatov), Fasattengrün (Božetín), Ullersgrün (Oldřišská), Watzkenreuth (Vackov), Ermesgrün (Smrčina), Steingrub (Lomnička), Fleißen (Plesná), Grün, Tockengrün (bei Landwüst, später Wüstung), Stein (Kámen), Kirchberg (Kostelní) und Ursprung (Počátky), Waltersgrün (Valtéřov), Lauterbach (Čirá), Konstadt (Mlýnská), Bärenhäuser, Frauengrün, Schönwerth (Krásná), Schönau (Sněžná), Markhausen (Hraničná) und Friedrichsgrün. Das Gebiet reicht bis in das sächsische Vogtland hinein, Frauengrün und die Bärenhäuser sind nach Bad Brambach eingemeindet. Ein weiteres benachbartes, ähnlich geschlossenes Gebiet ist das Ascher Ländchen.